# Holisme

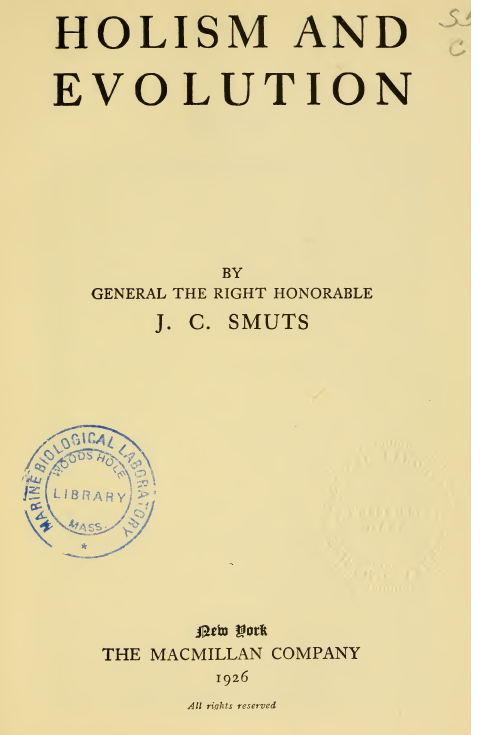
Holism and Evolution.

Holisme (du grec ancien ὅλος / hólos signifiant « entier ») est un néologisme forgé en 1926 par l'homme d'État sud-africain Jan Christiaan Smuts pour son ouvrage Holism and Evolution. Selon son auteur, le holisme est « la tendance dans la nature à constituer des ensembles qui sont supérieurs à la somme de leurs parties, au travers de l'évolution créatrice ».
Le holisme se définit donc globalement par la pensée qui tend à expliquer un phénomène comme étant un ensemble indivisible, la simple somme de ses parties ne suffisant pas à le définir. De ce fait, la pensée holiste contraste avec une perspective purement réductionniste, en considérant l’émergence comme un mécanisme explicatif indispensable pour rendre compte de phénomènes considérés inexplicables par la simple analyse de ses parties appréhendables. 

## Différentes acceptions
- Sens lexical : doctrine ou point de vue qui consiste à considérer les phénomènes comme des totalités.
- Holisme ontologique : système de pensée pour lequel les caractéristiques d'un être ou d'un ensemble ne peuvent être connues que lorsqu'on le considère et l'appréhende dans son ensemble, dans sa totalité, et non pas quand on en étudie chaque partie séparément. Ainsi, un être est entièrement ou fortement déterminé par le tout dont il fait partie ; il suffit de, et il faut, connaître ce tout pour comprendre toutes les propriétés de l'élément ou de l'entité étudiée. Un système complexe est considéré comme une entité possédant des caractéristiques liées à sa totalité, et donc des propriétés non-déductibles de celles de ses éléments. Dans ce sens, le holisme est opposé au réductionnisme[2].
- Holisme sociologique : Le holisme appliqué aux systèmes humains, par essence complexes, consiste à expliquer les faits sociaux par d’autres faits sociaux, dont les individus ne sont que des vecteurs passifs. Les comportements individuels sont socialement déterminés : la société exerce une contrainte (pouvoir de coercition) sur l’individu qui intériorise (ou « naturalise ») les principales règles et les respecte. Le libre arbitre individuel n'est pas pour autant totalement éliminé, mais statistiquement ce qu'un individu choisit de ne pas faire, un autre le fera, pour un résultat social identique. Ce point de vue fut en partie introduit par Émile Durkheim. Dans ce sens, le holisme s'oppose à l'individualisme ou à l'individualisme méthodologique.
- Sens général : Le concept holisme est parfois utilisé, par abus de langage, comme synonyme d’approche systémique ou de pensée complexe.
- Sens mystique : La totalité comme but à atteindre. Voir controverses

## Histoire

### Antiquité
Le concept aurait des racines antiques, comme dans la cosmogonie mythologique des anciens Grecs qui fait surgir l'ordre du chaos primordial.
Les monistes (les milésiens et les atomistes grecs, Démocrite, Épicure) perçoivent l'univers comme une seule réalité fondamentale, le monde matériel et le monde spirituel pouvant être liés. Alors que les dualistes voient une séparation entre le monde matériel et le monde spirituel (Platon,).

### XXesiècle
Holisme est un terme nouveau introduit dans les années 1920. Le mot désigne à l'origine des doctrines appelées aussi organicistes visant à échapper à la fois au déterminisme et au finalisme, ou peut-être à les concilier, en insistant sur le caractère spécifique de l'organisme, dénué de toute conception interne. Pour ces holistes, les corps vivants sont des totalités (wholes en anglais) inanalysables et qui ne s'expliquent pas par un assemblage de parties ; il y a quelque chose, selon eux, qui ordonne ces parties et qui n'est pas de l'ordre de la causalité efficiente. Pour Aristote, c'est la forme, organisatrice et conservatrice, de l'être vivant (forma est qua est id quod est). Ce principe de liaison a porté d'autres dénominations : entéléchie, force vitale, principe directeur.
Au début du XXe siècle, les progrès des sciences physiques et biochimiques ainsi que la théorie darwinienne dessinaient un monde où la frontière entre vivant et inanimé semblait devoir disparaître (contrairement à ce qu'affirmait Kant). Un mouvement se dégagea dont les membres considéraient l'explication mécaniste comme universellement valide mais restaient attachés à la présence d'une cause finale. Ils postulèrent l'existence de formes, de types d'organisation qui tendent à se réaliser ; de potentiels qui guident l'évolution vers un but assigné (principe anthropique ou point Ω de Pierre Teilhard de Chardin). Jan Christiaan Smuts fut de ceux-là. Ici, point de créationnisme, l'évolution est acceptée et se déroule au sein d'un champ holistique, force organisatrice, qui conduit l'atome vers la conscience.

### Jan Christiaan Smuts

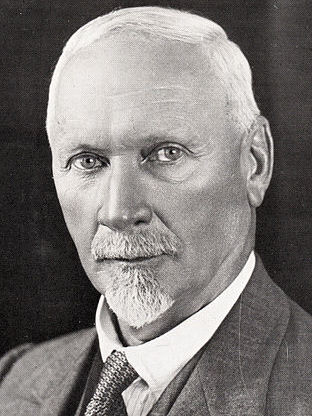
Jan Christiaan Smuts.

Le holisme de J.-C. Smuts est un point de vue métaphysique sur la nature ultime de la réalité. À partir des théories scientifiques émergentes en 1926 (relativité générale, mécanique quantique) et des questions qu'elles laissent en suspens, Smuts développe une argumentation philosophique.
Dans l'opposition entre le besoin ou non de croire en la finalité, l'être humain a tendance à attribuer à ses thèses spéculatives l'autorité de la certitude qui s'attache aux propositions scientifiques. L'amplitude du sujet traité dans l'ouvrage de Smuts (de l'atome jusqu'à la conscience) fait qu'il remplace les preuves et l'absence de données expérimentales par un raisonnement qui n'est jamais à l'abri d'erreurs, de sophismes, d'inductions ou de déductions hasardeuses.
Le fait de circonscrire l'évolution à un no man's land entre science et philosophie fait apparaître une équivoque : où s'arrête le savoir précis et démontré, où commencent la spéculation arbitraire et les inductions plus ou moins invérifiables ? Cet ouvrage synthétisa un temps des questions fécondes scientifiquement (et philosophiquement). En filigrane, Smuts pose les questions qui aboutiront aux concepts de propriétés émergentes, d'auto-organisation, d'auto-régulation, de système complexe, etc.
« Smuts a espéré que le holisme pourrait reconstituer l'unité entre Weltanschauung et science ».

## Domaines d'application
Le sens de holisme donne lieu à plusieurs acceptions, variant d'un sens presque mystique ou magique à un sens technique, logiquement déterminé. Cette polysémie est la source des ambiguïtés inhérentes à l'emploi de ce terme.

### Holisme ontologique
Le holisme ontologique est une conception (opposée au réductionnisme et à l'atomisme) selon laquelle un « tout » (organisme, société, ensemble symbolique) est plus que la somme de ses parties, ou autre qu'elle.
Il faut rattacher à cette définition ce que l'on nomme « le principe d'émergence » : un « tout » n'est pas un simple agrégat. À partir d'un certain seuil critique de complexité, les systèmes voient apparaître de nouvelles propriétés, dites propriétés émergentes. Celles-ci deviennent observables lorsqu'elles vont dans le sens d'une auto-organisation nouvelle. De là découle le point de vue selon lequel c'est le tout qui donne sens et valeur à ses parties par la fonction que celles-ci jouent en son sein.
C'est cette conception qui est à l'origine du développement des thèses du holisme épistémologique et du holisme méthodologique. Ces thèses rencontrèrent un très vif rejet dans les années 1950 (maccarthysme aux États-Unis) des chercheurs libéraux qui trouvaient cette thèse marxiste. Et depuis le débat sociologique entre individualisme et holisme est toujours aussi vif.

### Holisme méthodologique
Conception (opposée à l'atomisme logique) selon laquelle :
- a) l'explication d'un tout n'est pas donnée par la somme des explications de ses parties ;
- b) une hypothèse n'est jamais ni vérifiable, ni réfutable singulièrement par l'expérience.

### Holisme épistémologique
Spécification du holisme méthodologique, il correspond à la thèse de Pierre Duhem (1861-1916) chimiste et philosophe des sciences français : les propositions concernant le monde extérieur rencontrent le tribunal de l'expérience sensible non pas individuellement mais en corps constitué, on ne peut pas vérifier les hypothèses d'une théorie une par une, une expérience de physique ne peut pas condamner une hypothèse isolée mais seulement tout un ensemble théorique ; il n'y a pas d'expérience cruciale.
Quant au holisme épistémologique du philosophe et logicien américain Willard Van Orman Quine (1908-2000) il diffère de celui de Duhem sur un point capital : le holisme épistémologique de Quine ne se limite pas à la physique comme celui de Duhem, ni même aux sciences expérimentales comme celui de Carnap mais s'étend à toute la science, logique et mathématique comprise. Le holisme épistémologique de Quine est donc la thèse selon laquelle toutes nos connaissances se soutiennent mutuellement sans qu'il y ait une fondation unique (ce qu'il résumait souvent en reprenant l'image du navire d'Otto Neurath selon laquelle la science est un navire déjà en mer et qu'il faut réparer à partir des matériaux disponibles sans pouvoir le reconstruire sur une terre ferme).

### Holisme logique
Conception selon laquelle il n'est pas possible de dissocier les règles de l'inférence de notre pratique inférentielle globale qui les justifie les unes par les autres et non pas isolément. Le holisme logique s'accorde avec la critique que Quine adresse au conventionnalisme (selon laquelle les règles, arbitraires, sont admises une par une selon les besoins du raisonnement) : si les vérités logiques sont conventionnelles, elles ne le sont que moyennant l'acceptation préalable de la logique.

### Holisme sémantique
Point de vue selon lequel le sens d'un élément du discours appartient au discours lui-même et ne peut pas être considéré isolément : la signification d'une expression dans une langue dépend de ce qu'un nombre infini d'autres expressions signifient.[réf. souhaitée]

### Holisme philosophique
En philosophie, Parménide, Spinoza, Hegel ont élaboré des métaphysiques holistes. La tradition spiritualiste, dans son sens métaphysique, remonte à Anaxagore (Ve siècle av. J.-C.) pour qui « l'esprit », c'est l'âme, le souffle qui s'oppose à la matière solide et inerte. Descartes (1596-1650) reconnaît ce dualisme, avec une matière autonome qui obéit à ses propres lois. La philosophie idéaliste s'inspire des spiritualistes en admettant l'antinomie entre esprit et matière et la suprématie du premier.
Pour Bergson, la vie ne peut être réduite à une mécanique physico-chimique et le cerveau n'est qu'un support, un instrument qui permet à l'esprit de s'insérer dans la réalité. Il rédige en 1907 L'Évolution créatrice. Dix-neuf ans plus tard Jan Smuts reprendra l'idée d'évolution créatrice au sein même de la définition de son concept central : holism.

### Holisme en sciences humaines
L'approche holiste, en sciences humaines française[réf. nécessaire], s'intéresse aux motivations et aux pratiques sociales des individus pris d'une manière collective au sein de la société. Elle considère que les faits sociaux doivent être expliqués en relation avec le groupe ou la société.
Durkheim, dans son ouvrage Les Règles de la méthode sociologique, expliqua que « La cause déterminante d'un fait social doit être recherchée par rapport aux faits sociaux antérieurs et non parmi les états de conscience individuelle ».
En sociologie française, les analyses holistes voient dans la société des contraintes qui assujettissent les individus. Selon Durkheim toujours, les actes individuels ne peuvent être expliqués que si on étudie la société et les normes sociales qu'elle impose à ses membres. Par l'éducation qu'il reçoit, l'individu intériorise des comportements, des façons de penser et de sentir, en somme toute une culture qui permettra d'expliquer ses agissements ou ses croyances. Pour eux, les goûts et toutes les autres pratiques sociales se construisent socialement.
En sociologie française, le holisme prône l'explication de l'inférieur, du local (ex. : les comportements humains) par le supérieur, le global (ex. : les modèles culturels, les institutions). Il accompagne une volonté d'autonomie méthodologique, il privilégie l'« explication » sur la « compréhension » (W. Dilthey), le social sur l'individuel (E. Durkheim), le système sur les acteurs (T. Parsons).
Pour Fichte, l'individu est relié à l'État d'une façon organique : il entretient le tout et de cette façon se conserve lui-même. Pour Hegel, l'État est une entité collective quasi mystique, une « réalité supérieure invisible », d'où les individus tirent leur identité authentique, et à laquelle ils doivent obéissance et loyauté. Tous les penseurs collectivistes modernes (y compris Karl Marx) s'appuient sur une entité collective supérieure, au détriment de l'individu ; ils insistent sur l'importance du tout social et des forces sociales, qui ont d'une certaine façon un caractère propre et une volonté qui dépassent les caractères et les volontés de leurs membres.

## Exemples d'applications théoriques

### Sociologie
En sociologie, afin de déduire le comportement et les représentations des individus, des phénomènes sociaux dans lesquelles ils se trouvent. Les approches fonctionnalistes ou structuralistes sont des exemples de holisme en sociologie française.

### Médecine
En médecine, Ian McWhinney (en) soulignait le fait que de toutes les disciplines cliniques, la médecine générale opère au plus haut niveau de complexité et donc d’incertitude. Centrer l'approche de la médecine générale sur le patient, c'est accepter une multi-dimensionnalité des interactions entre des déterminants quantitatifs et qualitatifs de la santé. Les physiciens diraient qu’il s’agit d'apprendre à décider et à agir en assumant la complexité et l'incertitude d'un milieu chaotique.
Ce questionnement est d’actualité dans le champ des sciences fondamentales (Ilya Prigogine, Joël de Rosnay…) des sciences humaines (Edgar Morin…), de la philosophie (Michel Serres…), et lors des travaux « ontologiques » des sociétés de médecine générale.
Ce défi, la médecine générale souhaite le relever. Voici quelles pistes ont été suivies jusqu'à présent :
- En 1977, (en) w:George L. Engel (1913-1999) a proposé « un modèle biopsychosocial » qui continue à être développé autant sur le plan théorique que dans les adaptations aux pratiques de terrain[18].
- Une approche similaire a été faite par Bernard Gay[19] lors de la réunion inaugurale de la WONCA Europe à Strasbourg en 1995. Il propose un modèle théorique, dans lequel la santé est considérée comme un phénomène complexe. Ce modèle global ouvert sur l’extérieur, considère la maladie comme la résultante de facteurs organiques, humains et environnementaux.

La volonté de centrer l'approche sur le patient est affirmée d'emblée par :
- Une approche centrée sur le patient
- Une orientation vers le contexte familial et communautaire
- Un champ d’activités défini par les besoins et les demandes des patients
- Une réponse à la majorité des problèmes de santé non sélectionnés et complexes

L'OMS dans sa déclaration cadre de 1998 décrit un système de caractéristiques pour fournir des soins intégrés centrés sur le patient :

« Une approche :
- Globale : Des soins intégrés impliquant : la promotion de la santé, la prévention des maladies, les soins curatifs, de réhabilitation et de support, des aspects physiques, psychologiques et sociaux, les aspects cliniques, humains et éthiques de la relation médecin – patient.
- Orientée vers la famille : S’adressant aux problèmes individuels dans le contexte : des circonstances familiales, des réseaux sociaux et culturels, des circonstances liées à l’emploi et au lieu de vie.
- Orientée vers la communauté : Considérant les problèmes individuels dans un contexte qui prend en compte : les besoins en soins de santé de la communauté, les autres professionnels et les organisations. »

— OMS ,  
En 2002, la WONCA a proposé un « modèle holistique ».
En Belgique, pour le KCE, les soins intégrés sont « des soins fournis selon un continuum qui va de la promotion de la santé et la prévention des maladies, au diagnostic, au traitement, à l'accompagnement à long terme en cas de maladie chronique, à la réadaptation et aux soins palliatifs, en fonction des besoins des patients, et ce tout au long de leur vie ». Des années 1900 à 2020, le système de soins de santé s'en est éloigné en devenant « essentiellement basé sur une approche par maladie et financé par prestation, ce qui n'est pas optimal pour faire face aux défis du vieillissement et de la multiplication des maladies chroniques ». Un nouveau Plan interfédéral sur les Soins intégrés (annoncé pour 2024), devrait y remédier à cette dérive selon un rapport no 359b,.
L'OMS promeut (avec l'OIE) le concept d'« une seule santé » (One Health).

### Science économique
- En économie, la vision post-keynésienne se rapproche d'une démarche holiste.

### Norme ISO 26000
En matière de responsabilité sociétale, les 7 questions centrales et domaines d'action associés de la norme ISO 26000 :
- la gouvernance de l'organisation,
- les droits de l'Homme,
- les relations et conditions de travail,
- l'environnement,
- la loyauté des pratiques,
- les questions relatives aux consommateurs,
- les communautés et le développement local,

s'appuient sur une démarche holistique en cela qu'il est recommandé de les traiter de manière globale et non pas disjointe pour assurer la cohérence de la démarche.
À noter qu'il s'agit souvent de domaines particulièrement sensibles, liés à l'être humain, la société, l'environnement, l'éthique, d'où parfois des utilisations à des fins politiques.

## Holisme et réductionnisme
Pour bien comprendre la réaction holistique, voici une définition de son frère-ennemi le réductionnisme :

« Conception selon laquelle une réalité doit être expliquée à partir de ses unités élémentaires constitutives (réductionnisme méthodologique) parce qu'elle-même est faite de ces unités élémentaires (réductionnisme ontologique). Ainsi le réductionnisme analysera-t-il les fonctions biologiques ou mentales à leur niveau physico-chimique. Opposé au holisme, le réductionnisme estime que les termes d'ensemble, de totalité, de système, d'organisme, etc. sont des entités métaphysiques que la science positive doit récuser. Les Américains distinguent un réductionnisme faible (token physicalism, physicalisme par morceaux) et un réductionnisme fort (type physicalism, physicalisme par type) selon lequel il serait possible de traduire sans résidu en langage de la physique tous les phénomènes aujourd'hui décrits et expliqués dans le langage d'autres disciplines. Dans son effort d'unification, le réductionnisme retrouvera l'abstraction qu'il dénonce lui-même dans l'holisme. D'un côté (réductionnisme ontologique), il sera tenté de rapporter la diversité infinie du réel à un seul phénomène physique (ainsi l'énergétisme d'Ostwald), de l'autre (réductionnisme méthodologique), il sera poussé à faire d'une science unique (la physique presque toujours) le paradigme de toutes les autres (physicalisme). »

— Grand Dictionnaire de la philosophie

### L'existence de deux camps antagonistes
Entre les tenants du holisme et ceux du point de vue symétrique et opposé qu'on appelle réductionnisme (déduction des propriétés du tout à partir de celles des parties : de la sociologie à partir de la psychologie, de l'écologie à partir de la biologie, de la thermodynamique à partir de la physique statistique, etc.) on assiste généralement à des querelles irréductibles.
Être holiste (ou réductionniste) revient, in fine, à exprimer une opinion à propos des débats métaphysiques relatifs à la nature de la réalité : finaliste contre déterministe, moniste contre dualiste, vitaliste contre mécaniste, agnostique contre gnostique, etc..

### En sociologie
Bien que l'école de Max Weber soit opposée à celle de Émile Durkheim dans de nombreux ouvrages d'introduction à la sociologie, Weber n’a jamais écrit une ligne sur Durkheim (et réciproquement). Cet antagonisme plus tardif a été entretenu, entre autres, par Raymond Aron et Raymond Boudon. Durkheim n'a d'ailleurs jamais utilisé le mot holisme[réf. nécessaire].
L'individualisme de Weber propose une compréhension de la subjectivité des individus : ils sont considérés comme des acteurs et des agents d'un groupe donné qui possèdent un certain rapport aux autres (« autrui »), et dont on va chercher à comprendre la subjectivité. Chez Durkheim, l'explication d'un phénomène social ne peut cependant pas venir de l'individu : la compréhension est trop proche de ce qu'il nomme les « faits individuels » (les « phénomènes organiques », c'est-à-dire la biologie, et la psychologie).
Or les faits individuels ne sont pas, pour Durkheim, autonomes : il est donc nécessaire de partir de la société, et d'utiliser une méthode objective pour comprendre les phénomènes sociaux. Sa méthode sociologique va donc se baser sur des objets scientifiques qu'il va construire (la méthode statistique dite des « variations concomitantes », et la recherche des régularités statistiques) afin de traiter les faits sociaux comme des choses, à la manière de la science physique.
Selon Durkheim :

« M. Spencer compare quelque part l'œuvre du sociologue au calcul du mathématicien qui, de la forme d'un certain nombre de boulets, déduit la manière dont ils doivent être combinés pour se tenir en équilibre. La comparaison est inexacte et ne s'applique pas aux faits sociaux. Ici, c'est bien plutôt la forme du tout qui détermine celle des parties. La société ne trouve pas toutes faites dans les consciences les bases sur lesquelles elle repose ; elle se les fait à elle-même. »

— "De la division du travail social, Livre II, chap. III, dernier paragraphe"
Les faits sociaux sont comme des côtés saillants de la société : on ne peut apercevoir qu'une partie de l'ensemble (la société), comme une voile à l'horizon signale un bateau ("la forme du tout qui définit les parties"), par opposition à l'addition des grains de sable qui composeraient la plage (la somme des parties).

### En marketing
Une forme de marketing, le marketing holiste défendu par Philip Kotler dans livre Marketing Management, 14e édition, 2012.

### En neurosciences
Le holisme cérébral est un paradigme des neurosciences tendant à voir dans le cerveau un organe fonctionnant comme un tout, si bien que ce serait une erreur de vouloir l'analyser en isolant des aires qui auraient chacune un rôle spécifique dans une fonction cognitive particulière. Le holisme est souvent associé à la théorie de l'équipotentialisme cérébral qui défend l'idée que toutes les parties du cerveau sont équivalentes dans leur fonction et que chacune peut remplacer n'importe quelle autre en cas de dysfonction.
La doctrine holistique dite aussi « théorie universelle » a été vigoureusement défendue par Pierre Marie et Pierre Flourens contre Paul Broca à partir de la fin du XIXe siècle, notamment sur la question des bases cérébrales du langage. La découverte par ce dernier que des lésions localisées dans une région du lobe frontal gauche (dite depuis aire de Broca) pouvait entraîner une aphasie (une incapacité à parler) mirent un coup sévère à la doctrine holistique. Le débat dans le milieu scientifique anglo-saxon fut porté par Friedrich Goltz et David Ferrier qui s'affrontèrent lors d'un conférence restée célèbre au cours du septième Congrès International de Médecine, en 1881 à Londres. Goltz y présenta un chien sur lequel il avait pratiqué une lobotomie grossière du néocortex et qui restait capable de se déplacer, de voir ou d'entendre, quoique d'une manière visiblement altérée. Le contre-argument de Ferrier fut de présenter un singe dont il avait réséqué avec précision une partie relativement restreinte du lobe frontal (le cortex moteur gauche). L'animal présentait un trouble bien précis : une paralysie du côté droit, très analogue à l'hémiparésie qu'observaient les neurologues de l'époque. Associés aux résultats de stimulations corticales pratiquées par Gustav Fritsch et Eduard Hitzig, les travaux de Broca, Ferrier et d'autres emportèrent l'adhésion des scientifiques à la théorie du localisationnisme cérébral contre le holisme.
Dans sa forme extrême, le holisme cérébral n'est plus aujourd'hui considéré comme valable. Cependant, cette théorie continue d'inspirer de nouvelles questions sur le fonctionnement du cerveau dont on sait qu'il est un organe très densément connecté grâce aux fibres nerveuses qui relient les neurones entre eux aussi bien localement qu'à plus longue distance, par exemple entre les deux hémisphères.

### En médecine

#### Une perception qui prône l'unité?
Signée par la quasi-totalité des états membres, la constitution de l'OMS donne une définition universelle de la santé : « La santé est un état de complet bien-être physique, mental et social, et ne consiste pas en une absence de maladie ou d'infirmité ».
Suivant cette voie, les défenseurs d'une approche systémique de la santé ont permis d'élargir le champ des recherches médicales limité alors, pour l'essentiel, à son aspect biologique.
À l'instar de l'anthropologie démontrant que « la véritable définition du normal et de l'anormal dépend du cadre culturel auquel on se réfère », la médecine occidentale (en France, grâce à la célèbre thèse de Georges Canguilhem intitulée Le Normal et le pathologique) a commencé à s'ouvrir au nouveau paradigme et à admettre, selon les termes du biologiste franco-américain René Dubos que « l'étiologie multifactorielle est la règle plutôt que l'exception ». Soulignant que la santé dépend de variables qualitatives, la définition de l'OMS invite à prendre en compte la dimension psychique – subjective, culturelle – de l'être humain.
Certains auteurs tentent de dépasser le clivage de le holisme qui s'oppose au réductionnisme et se réfèrent à la « systémique ». Dans ce courant on peut citer la « systémique » telle que définie dans les travaux publiés par Humberto Maturana et son équivalent français « la pensée complexe » d'Edgar Morin.

### Le tout et les parties
Les approches systémiques visent à faire la synthèse entre le holisme et son opposé en adoptant une formulation atténuée, qui dit qu'un être est partiellement déterminé par le tout dont il fait partie : il faut connaître ce tout (mais cela ne suffit pas) pour comprendre les propriétés de l'élément.
L'expression consacrée est : « Le tout est autre que la somme de ses parties ».
Concernant la complexité, qu'il voit comme paradigme, Edgar Morin a expliqué que la pensée complexe est à la fois holiste et réductionniste :

« (…) Il ne s'agit pas d'opposer un holisme global en creux au réductionnisme systématique ; il s'agit de rattacher le concret des parties à la totalité. Il faut articuler les principes d'ordre et de désordre, de séparation et de jonction, d'autonomie et de dépendance, qui sont en dialogique (complémentaires, concurrents et antagonistes) au sein de l'univers. En somme, la pensée complexe n'est pas le contraire de la pensée simplifiante, elle intègre celle-ci ; comme dirait Hegel, elle opère l'union de la simplicité et de la complexité, et même, dans le métasystème qu'elle constitue, elle fait apparaître sa propre simplicité. Le paradigme de complexité peut être énoncé non moins simplement que celui de simplification : ce dernier impose de disjoindre et de réduire ; le paradigme de complexité enjoint de relier tout en distinguant. »

### Excès des deux thèses
Selon Edgar Morin, le dogme réductionniste est une « intelligence parcellaire, compartimentée, mécaniste, disjonctive, qui brise le complexe du monde en fragments disjoints, fractionne les problèmes, sépare ce qui est relié, unidimensionnalise le multidimensionnel. On peut dire qu'il s'agit là, d'une intelligence à la fois myope, presbyte, daltonienne, borgne, qui finit le plus souvent par être aveugle. Elle détruit dans l’œuf toutes les possibilités de compréhension et de réflexion, éliminant aussi toutes chances d'un jugement correctif ou d'une vue à long terme. Ainsi, plus les problèmes deviennent multidimensionnels, plus il y a incapacité à penser leur multi-dimensionnalité ; plus progresse la crise, plus progresse l'incapacité à penser la crise ; plus les problèmes deviennent planétaires, plus ils deviennent impensés. Incapable d'envisager le contexte et le complexe planétaire, l'intelligence réductionniste aveugle rend inconscient et irresponsable ».
À cette définition à charge du réductionnisme peut être opposée celle d'un holisme qui tend à diluer chaque élément dans une globalité molle, empêchant de penser précisément le distinct, qui efface la pluralité et recouvre les différences d'une vision unitaire et uniforme, ce qui peut rendre l'action imprécise et conduire à l'impuissance.

## Controverses
On emploie « holisme » soit dans le sens lexical, soit dans le sens que ce terme a pris au sein de différentes disciplines (holisme ontologique, holisme méthodologique, holisme épistémologique, holisme logique, holisme sémantique, holisme philosophique, holisme des sciences humaines, holisme émergentiste…), soit par abus de langage comme un synonyme d'approche systémique ou de pensée complexe.
Dans certains cas, les termes holisme, holistique, holiste tentent de faire partager une croyance en une totalité qui dépasse l'expérience humaine limitée et peuvent secondairement servir de mot à la mode (buzzword) pour tenter de justifier des positions peu étayées.
Par exemple, selon Stephen Barrett, à propos de la médecine, « les promoteurs du charlatanisme sont habiles dans l'usage de slogans et de mots à la mode ».

### Utilisations idéologiques du terme «holisme»
Depuis sa naissance, en 1926, sous la plume de Jan-Christiaan Smuts, ce concept a toujours été très polémique. Le terme « holistique » est abondamment utilisé par les milieux antisciences, les mouvements ésotériques et les groupes sectaires.
La prétention « holiste » est surtout devenue un thème classique des pseudo-médecines. Mais selon Didier Pachoud, président du groupe d'études des mouvements de pensée en vue de la protection de l'individu (Gemppi), « Les thèses holistiques, dans leur immense majorité, se conçoivent en effet en confrontation avec la science classique : derrière des façades très lisses affirmant venir en appui de la médecine classique, dans le secret des cabinets le discours se relâche ».